# Franz de Paula Triesnecker
Franz de Paula Triesnecker (2 aprilie 1745 – 29 ianuarie 1817) a fost un preot iezuit și astronom austriac.
Triesnecker s-a născut în Mallon, Kirchberg am Wagram, Austria. Când avea 16 ani a intrat în Societatea lui Isus. A studiat filosofia la Viena și matematica la Tyrnau, apoi a devenit profesor. După desființarea Ordinului Iezuit în 1773, s-a mutat la Graz pentru a-și finaliza acolo studiile în teologie. A fost hirotonit ca preot, iar mai târziu a devenit director adjunct al Observatorului din Viena. În 1792 i-a succedat lui Maximilian Hell în calitate de director și a rămas în acest post pentru tot restul vieții sale.
Pe parcursul carierei sale a publicat o serie de tratate de astronomie și geografie. O mare parte din activitatea sa științifică a dedicat-o efemeridelor din Viena. El a făcut o serie de măsurători ale corpurilor cerești, care au fost publicate din 1787 până în 1806.
Craterul Triesnecker de pe Lună este numit după el.